# Farkatlan tanrek
A farkatlan tanrek (Tenrec ecaudatus) az emlősök (Mammalia) osztályának Afrosoricida rendjébe, ezen belül a Tenrecomorpha alrendjébe, a tanrekfélék (Tenrecidae) családjába és a Tenrecinae alcsaládjába tartozó faj.
Ez az állat a Tenrec emlősnem egyetlen faja.

## Előfordulása

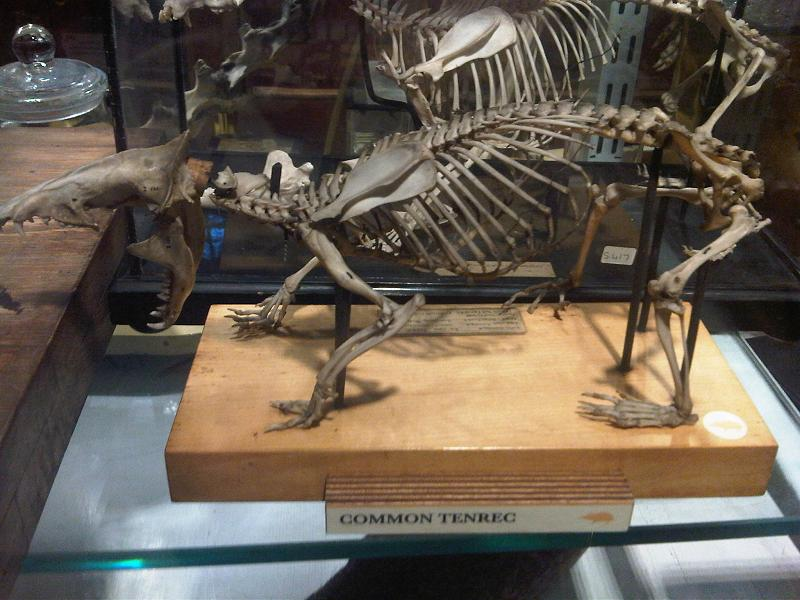
Farkatlan tanrek csontváz a londoni Grant Museum of Zoology-ban

A farkatlan tanrek eredetileg csak Madagaszkáron volt honos, de betelepítették más indiai-óceáni szigetekre is, például a Comore-szigetekre, a Seychelle-szigetekre, Réunionra és Mauritiusra. Bár védett faj, húsáért még vadásszák.

## Megjelenése
Az állat hossza 26-39 centiméter, testtömege 1,5-2 kilogramm; a nőstény kisebb a hímnél. A hím szemfogai 1,5 centiméter hosszúra nőhetnek. Nehéz, izmos törzsét vékony, sűrű, szalmaszínű szőr fedi. Hosszú, sörteszerű hátszőrzete érintésre érzékeny. Mint ahogy neve is mutatja, ennek a tanrek fajnak nincs farka. Éles, felfelé álló tüskéi a nyaki részen találhatók és az ellenség megtámadására szolgálnak. Orra hosszú és hegyes, érzékeny bajuszszőr borítja. Orra hegye csupasz és rózsaszín. Igen jó a szaglása. Erős karmai, alkalmasak a rovarok kiásására. Az utódok bundája tüskés és barna - fehér csíkos.

## Életmódja

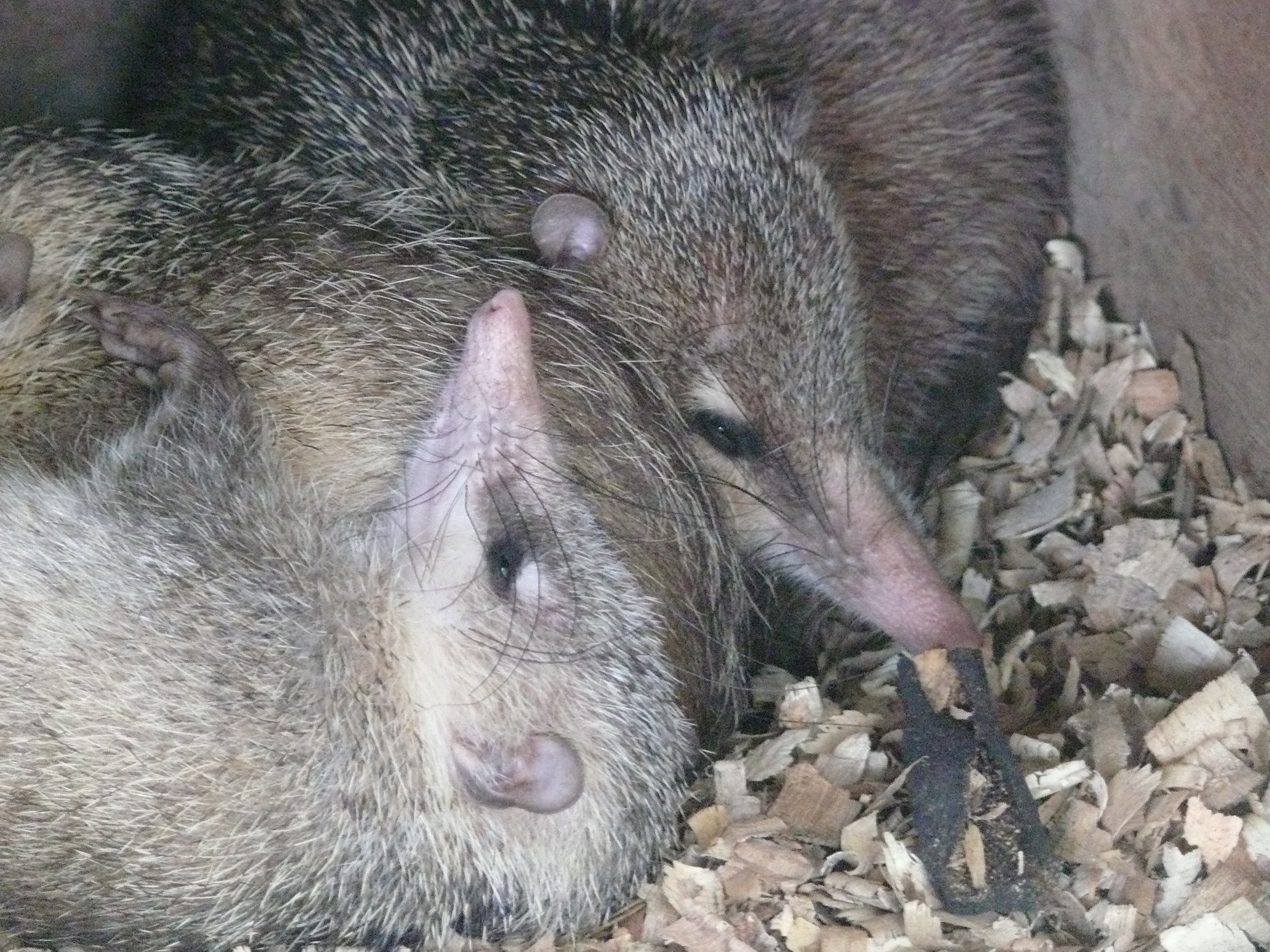
Pihenő tanrekek

A farkatlan tanrek éjszaka aktív, és túlnyomórészt magányos. Az utódok táplálkozáshoz csapatokba verődnek. Tápláléka főként rovarok, de kisemlősök, hüllők és dögök is. Az állat legfeljebb 6 évig él. Ha a farkatlan tanrek aktív, testének hőmérséklete 24 és 35 °C között ingadozik. A száraz évszakra eső álma alatt testhőmérséklete 6 °C-ra csökken.

## Szaporodása
Az ivarérettséget egyéves korban éri el. A párzási időszak október - november között van. A vemhesség 58-64 napig tart, ennek végén 16-32, átlagosan 21 utód jön a világra. A nőstény farkatlan tanrek elli a legnagyobb almot, és neki van a legtöbb csecsbimbója az emlősállatok közül. Az elválasztás egy hónap múlva következik be.

## Természetvédelmi helyzete
A farkatlan tanrek eléggé kultúrakövető faj, emberi települések környékén, kertekben és szántóföldeken is előfordul. Sokfelé rizsföldek közelében ásott odúkban él és éjszaka földeken keresi táplálékát. Mivel nem ragaszkodik az erdőkhöz, ezért az erdők irtása nem érinti olyan nagy mértékben, mint kizárólag erdőlakó rokonait.
Bár hivatalosan védett faj, többfelé ma is vadásszák húsa miatt és a szigeten meghonosodott patkányok táplálékkonkurensei. 
Jelenleg az egyik leggyakoribb faj a tanrekfélék közül és „nem fenyegetett”-ként van nyilvántartva a Természetvédelmi Világszövetség Vörös Listáján.